# Hungarian Darts Trophy
De Hungarian Darts Trophy is een dartstoernooi dat in 2021 in het leven werd geroepen, als onderdeel van de PDC European Tour. Vanwege de coronapandemie werden er dat jaar slechts twee European Tour-toernooien gehouden. Het wordt gehouden  in Boedapest, Hongarije. 

## Winnaars Hungarian Darts Trophy
| Jaar | Winnaar            | Score | Runner-up        | Prijzengeld | Winnaar  | Runner-up |
| ---- | ------------------ | ----- | ---------------- | ----------- | -------- | --------- |
| 2021 | Gerwyn Price       | 8 – 2 | Michael Smith    | £ 140.000   | £ 25.000 | £ 10.000  |
| 2022 | Joe Cullen         | 8 – 2 | William O'Connor | £ 140.000   | £ 25.000 | £ 10.000  |
| 2023 | Dave Chisnall      | 8 – 7 | Luke Humphries   | £ 175.000   | £ 30.000 | £ 12.000  |
| 2024 | Michael van Gerwen | 8 – 7 | Gian van Veen    | £ 175.000   | £ 30.000 | £ 12.000  |

2004 · 2005 · 2006 · 2007 · 2008 · 2009 · 2010 · 2011 · 2012 · 2013 · 2014 · 2015 · 2016 · 2017 · 2018 · 2019 · 2020 · 2021 · 2022 · 2023 · 2024 · 2025
2021 · 2022 · 2023 · 2024